# Faraday-pohár

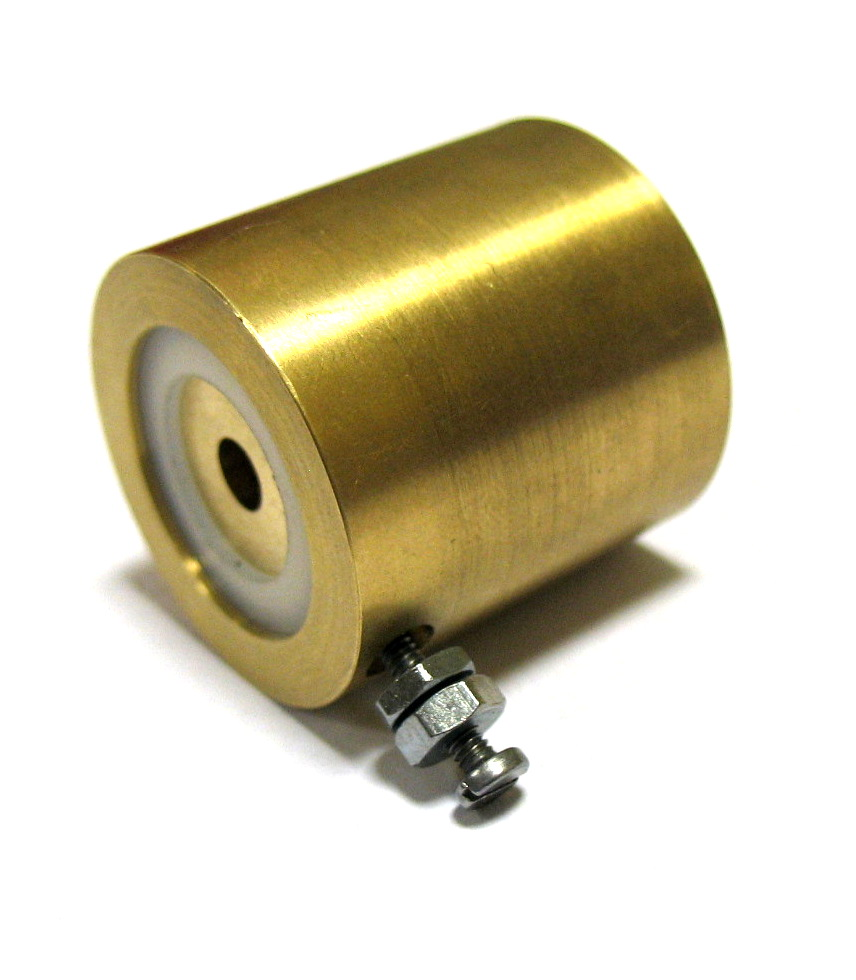
Faraday-pohár elektrontompítóval.

A Faraday-pohár egy fém (vezető) edény, melyet arra használnak, hogy elektromos töltéssel rendelkező részecskéket fogjanak be vele vákuumban. Az ebből keletkező áramot meg lehet mérni és azután kiszámítani, hogy hány ion és elektron ütközik a pohárral.

## Működése
Mikor egy sugár vagy több ion összeütközik a fémmel, akkor a fém egy kis töltést kap, miközben az ionok elveszítik töltésüket. A fémnek az elektromos töltését meg lehet mérni és az áramerősség függvényében megkapjuk a ionok számát. Ellenben a Faraday-pohár egy olyan rendszernek a része, amelyben az ionok a töltésszállítók vákuumban és a Faraday-pohár a fémhez vezeti őket, ahol az elektronok töltésszállító szerepet vállalnak (mint legtöbb rendszerben). A rendszer fémrészén megmért elektromos áramból (az elektronok száma, amely átmegy a rendszeren másodpercenként) meg lehet állapítani a rendszerben résztvevő, vákuumban lévő ionok töltésének a számát.